# Veliko Ribare
Ribar i Madh en albanais et Veliko Ribare en serbe latin (en serbe cyrillique : Велико Рибаре) est une localité du Kosovo située dans la commune/municipalité de Lipjan/Lipljan, district de Pristina (Kosovo) ou district de Kosovo (Serbie). Selon le recensement kosovar de 2011, elle compte 2 200 habitants.

## Démographie

### Évolution historique de la population dans la localité
| 1948 | 1953 | 1961  | 1971  | 1981  | 1991  | 2011  |
| ---- | ---- | ----- | ----- | ----- | ----- | ----- |
| 903  | 966  | 1 034 | 1 263 | 1 672 | 2 218 | 2 200 |

|  |

### Répartition de la population par nationalités (2011)
En 2011, les Albanais représentaient 99,86 % de la population.